# Informationsvidenskab
 Denne artikel bør gennemlæses af en person med fagkendskab for at sikre den faglige korrekthed.

Informationsvidenskab er et internationalt etableret fag såvel som en uddannelse ved følgende danske universiteter:
- Aalborg Universitet
- Aarhus Universitet
- Det Informationsvidenskabelige Akademi (Aalborg og Amager)
- Syddansk Universitet (Campus Kolding).

Uddannelsen varierer fra land til land og fra universitet til universitet. Den er tværfaglig: Den placerer sig midt mellem kommunikationsteoretiske, historisk-samfundsvidenskabelige og naturvidenskabelige traditioner. Den fokuserer på bl.a. informationsteknologi, på den nye verden af muligheder i informationssamfundet og på begrebet information.
På Informationsvidenskab er samspillet mellem mennesket og teknologien i højsædet. De studerende lærer basale teknologiske færdigheder, og der er fokus på brugervenlighed, på at involvere brugerne i udviklingsprocessen og på at tilpasse computersystemer til bestemte organisationer.
Bacheloruddannelsen tager 3 år og kandidatuddannelsen 2 år.
Vi lever i et samfund, hvor flere og flere beskæftiger sig med produktion og distribution af viden og information. Hvordan er dette samfund fremkommet? Hvad betyder det for vores hverdag og den måde, vi organiserer vores arbejde på? På Informationsvidenskab forsøger man at opnå en forståelse af, hvilke forandringer informationsteknologien medfører, og hvad disse forandringer betyder for os som mennesker. Dette gøres bl.a. gennem analyser af konkrete arbejdssammenhænge samt ved at anlægge et historisk perspektiv.
Den nye informationsteknologi tvinger os til at se vores opfattelser af information, kommunikation og viden med nye øjne. Megen kommunikation foregår gennem elektroniske medier. Disse medier giver os helt nye muligheder for at repræsentere, kommunikere og præsentere viden og oplevelser. Det er en af Informationsvidenskabs opgaver at analysere de nye muligheder og finde ud af, hvordan vi kan bruge dem.
Som videnskabsfag er informationsvidenskaben organiseret med konferencer, tidsskrifter, institutioner osv. En vigtig international organisation er American Society for Information Science and Technology (ASIS&T). Blandt de vigtigste forskningstidsskrifter er Journal of the American Society for Information Science & Technology (JASIST), Annual Review of Information Science and Technology (ARIST) og Journal of Documentation.

## Ekstern henvisning
- Biblioteks- og Informationsvidenskab, Det Informationsvidenskabelige Akademi Arkiveret 17. december 2012 hos  hos Archive.is, tidligere Danmarks Biblioteksskole (Royal School of Library of Information Science)
- Informationsvidenskab, Aalborg Universitet Arkiveret 22. marts 2007 hos  Wayback Machine
- Institut for Informations- og Medievidenskab, Aarhus Universitet Arkiveret 14. november 2020 hos  Wayback Machine
- Informationsvidenskab, Syddansk Universitet Arkiveret 14. februar 2007 hos  Wayback Machine (Campus Kolding)
- Future people, Informationsvidenskab Arkiveret 27. august 2007 hos  Wayback Machine